# Vengo Gao
Vengo Gao  (en chino: 高伟光 Gao Wei Guang) es un actor y modelo chino, más conocido por haber interpretado a Dong Hua Dijun en la serie Eternal Love.
Su signo zodiacal es Capricornio. Su signo zodiacal Chino es Gallo.

## Biografía
Estudió en el "Central Academy of Drama".

## Carrera
En 2008 debutó como modelo después de ganar el tercer lugar durante la competición "New Silk Road Model Look".
Continuó su carrera internacional como modelo hasta 2012.
Se unió a la agencia "Jay Walk Studios" e hizo su debut televisivo en un rol estelar en 2014 en el drama V Love. Ese mismo año participó del drama Swords of Legends, donde dio vida a Yin Qianshang/Feng Guangmo.
Entre 2015 y 2016, Gao ganó reconocimiento por su rol como actor secundario en los dramas Destined to Love You, Legend of Ban Shu y The Ladder of Love. 
En 2016 interpretó al segundo actor principal en la serie The Interpreter y ese mismo año tuvo un papel estelar en la película de acción Heartfall Arises.
En 2017 se unió al elenco de la serie china Eternal Love (también conocida como: "Three Lives Three Worlds, Ten Miles of Peach Blossoms"), donde dio vida a Dong Hua.
Ese mismo año apareció en la película Mr. Pride vs Miss Prejudice, donde dio vida a Xiao Xianjun, el mejor amigo de Zhu Hou (Leon Zhang).
En abril del mismo año apareció como invitado en el programa Happy Camp junto a Leon Zhang, Dilraba Dilmurat y Zhang Liang.
En 2018 se unió al elenco principal de la serie Legend of Fuyao, donde dio vida a Zhan Beiye, el Príncipe Lie y más tarde el Rey de Tiansha, es el líder de las tropas de Black Wind, admira a Fuyao (Yang Mi) debido a su valor y lealtad, y se enamora de la sinceridad de Yalan Zhu (Zhang Yaqin).
El 21 de enero del 2019 se unió al elenco principal de la serie Candle in the Tomb: The Wrath of Time donde interpretó a Zhe Gushao, hasta el final de la serie el 26 de febrero del mismo año.
El 22 de enero del 2020 se unió al elenco principal de la serie Eternal Love Dream (también conocida como "Three Lives, Three Worlds, The Pillow Book") donde volvió a dar vida a Dong Hua, papel que interpretó en la serie "Eternal Love", hasta el final de la serie el 5 de marzo del mismo año.
El 1 de abril del mismo año se unirá al elenco de la serie Candle in the Tomb: The Lost Caverns donde volverá a interpretar a Zhe Gushao.
Ese mismo año se unirá al elenco principal de la serie Drawing Sword 3 donde dará vida al militar Guo Xunkui.
También se unirá al elenco principal de la serie Living Toward The Sun (向阳而生) donde interpretará al doctor Liang.

## Filmografía

### Series de televisión
| Año  | Título                                    | Personaje                    | Notas                     |
| ---- | ----------------------------------------- | ---------------------------- | ------------------------- |
| 2024 | Snowfall                                  | Shen Zhiheng                 |                           |
| 2023 | The Outsider                              | Wang Juan                    |                           |
| 2020 | Living Toward The Sun                     | Doctor Liang                 |                           |
| 2020 | Miss S                                    | Luo Qiuheng                  |                           |
| 2020 | Love and Passion                          | Ruan Tingjin                 |                           |
| 2020 | Bright Sword 3: The Lightning General     | Guo Xunkui                   | -                         |
| 2020 | Candle in the Tomb: The Lost Caverns      | Zhe Gushao                   | (aparición especial)      |
| 2020 | Eternal Love Dream                        | Dong Hua                     | 56 episodios - web-series |
| 2019 | Candle in the Tomb: The Wrath of Time     | Zhe Gushao                   | 21 episodios              |
| 2018 | Love and Passion                          | Ruan Tingjin                 | -                         |
| 2018 | Legend of Fuyao                           | Zhan Beiye                   | -                         |
| 2017 | Xuan-Yuan Sword Legend: The Clouds of Han | Reverendo                    | -                         |
| 2017 | Eternal Love                              | Dong Hua                     | 58 episodios              |
| 2016 | The Interpreter                           | Gao Jiaming                  | -                         |
| 2016 | The Classic of Mountains and Seas         | Bin Yi                       | -                         |
| 2016 | The Ladder of Love                        | Chu Yaohui                   | -                         |
| 2015 | Legend of Banshu                          | Príncipe Zuoxian             | -                         |
| 2015 | Legend of Zu Mountain                     | Dan Chenzi                   | -                         |
| 2015 | Destined to Love You                      | Du Feng                      | -                         |
| 2014 | V Love                                    | Ying Dong (Kaiser)           | -                         |
| 2014 | Swords of Legends                         | Yin Qianshang / Feng Guangmo | -                         |

### Películas
| Año  | Título                      | Personaje    | Notas                                                                                |
| ---- | --------------------------- | ------------ | ------------------------------------------------------------------------------------ |
| 2017 | Mr. Pride vs Miss Prejudice | Xiao Xianjun | junto a Dilraba Dilmurat, Leon Zhang, Gina Jin, Ma Weiwei, Fan Tiantian y Kathy Chow |
| 2016 | Heartfall Arises            | Jiang Jun    | junto a Nicholas Tse, Sean Lau, Tong Liya y Mavis Fan                                |
| 2014 | The Embalmer                | Gao Jun      | -                                                                                    |

### Apariciones en programas de variedades
| Año              | Programa   | Notas                  |
| ---------------- | ---------- | ---------------------- |
| 2015, 2017, 2020 | Happy Camp | 3 episodios - invitado |
| 2017             | Ace vs Ace | episodio #2.01         |

### Revistas / sesiones fotográficas
| Año  | Título           | Notas                                        |
| ---- | ---------------- | -------------------------------------------- |
| 2019 | Rayli HerStyle   | junto a Ma Yili - (publicación de diciembre) |
| 2019 | Comfort Magazine |                                              |
| 2019 | FHM China        | (publicación de julio)                       |

### Eventos
| Año  | Título                         | Notas                              |
| ---- | ------------------------------ | ---------------------------------- |
| 2020 | Nice to Meet Poetry            | (Special Spring Poetry Livestream) |
| 2019 | 2019 Tencent Video Star Awards |                                    |

## Premios y nominaciones
| Año  | Categoría                                             | Premio              | Trabajo            | Resultado |
| ---- | ----------------------------------------------------- | ------------------- | ------------------ | --------- |
| 2020 | Best Actor in a Chinese Traditional Costume TV Series | 29th Huanding Award | Eternal Love Dream | Ganó      |
| 2017 | Best New Actor                                        | 22nd Huading Award  | The Interpreter    | Nominado  |